# Mord und Totschlag
Mord und Totschlag ist ein deutscher Spielfilm aus dem Jahre 1967, der am 19. April 1967 im Filmcasino München uraufgeführt wurde. Regie führte Volker Schlöndorff.

## Handlung
Marie und Hans sind ein Paar. Hans möchte Marie verlassen. Dennoch taucht er eines Abends wieder bei Marie auf, möchte seine Sachen aus der Wohnung Maries holen und noch ein letztes Mal mit ihr schlafen. Marie verweigert sich Hans und erschießt ihn schließlich. Die verzweifelte Marie trifft in einer Bar den jungen Mann Günther. Sie engagiert ihn gegen Geld ihr zu helfen, die Leiche von Hans verschwinden zu lassen. Günther sagt zu. Marie findet den jungen Mann sympathisch und nimmt ihn mit nach Haus. Dort schlafen sie miteinander im selben Raum, in dem die Leiche liegt. Anschließend wickeln sie Hans in einen Teppich. Sie bringen die Leiche mit dem Auto auf eine Autobahnbaustelle. Günthers Freund Fritz hilft ihnen die Leiche dort zu vergraben.
Danach lebt das Liebespaar Marie und Günther als sei nichts weiter geschehen, und die beiden kehren in ihren Alltag zurück. Der Film endet, als die Leiche zufällig doch noch entdeckt wird.

## Hintergrund
Mord und Totschlag ist der zweite Spielfilm nach Der junge Törless von Volker Schlöndorff und der erste Farbfilm eines Regisseurs des Neuen Deutschen Films. Er wurde zum Wettbewerb der Internationalen Filmfestspiele von Cannes 1967 eingeladen und gewann dort zwar keinen Preis, brachte Schlöndorff jedoch die breite Anerkennung von Kritik und Filmproduzenten. Er galt fortan im Ausland als der wichtigste Vertreter des Neuen Deutschen Films. Zur Erstellung der Filmmusik wurde Brian Jones, Gitarrist und Multi-Instrumentalist der Rolling Stones, der mit Anita Pallenberg liiert war, verpflichtet.
Der Film, orientiert am amerikanischen Gangsterfilm, stellt die Klischees des Kriminalfilms auf den Kopf, indem er nicht die Aufklärung des Verbrechens in den Mittelpunkt stellt, sondern die Bemühungen der Täterin, ihre Tat zu vertuschen. Schlöndorff sagte dazu: „Ich hoffe, daß sich bei unserer Arbeit, in unseren Worten und Gesten einiges Zeittypische ausdrückt. Analysiert wird es nicht.“
Die Altersfreigabe wurde im Januar 2018 durch eine Neuprüfung der FSK von 18 auf 16 Jahre herabgesetzt.

## Kritiken
„Mit kühler Klarheit, selbstironischer Distanz und handwerklicher Professionalität inszenierter Krimi, deutlich an amerikanischen Genrevorbildern orientiert. Schlöndorff zeigt in seinem zweiten Spielfilm Gespür für publikumswirksame Dramaturgie und für das aufmüpfige Lebensgefühl der Jugend der späten 60er Jahre.“

„Ein Auge fest aufs Publikum gerichtet, läßt er [Schlöndorff] Gammelschick und Sexflapsigkeit auffahren, Tiefkühl-Twens gehn ins Bett wie ins Kino, und wenn sie sich nicht gerade ausziehen, ziehn sie sich an, fahren Auto oder hoppeln durch bayrisches Unterholz.
Das Krimskramskino, keß gefertigt (Kamera: Franz Rath), vernebelt kaum, daß Schloendorff wenig zu erzählen hat. Er streckt eine finstere Anekdote -- zum Abendfüller mit Blut und Busen und schmaler Ladykiller-Komik.“

„Ein Klassiker des ‚Neuen Deutschen Films‘“

„Intelligent und formal brillant, bietet dieser zweite Spielfilm des jungen Volker Schlöndorf eine zwar aufrichtige, aber völlig wertungsfreie Studie über das Verhalten von jungen Leuten.“

## Auszeichnungen
Kameramann Franz Rath wurde 1967 mit dem Deutschen Filmpreis in Gold ausgezeichnet. Der Film erhielt den Deutschen Filmpreis in Silber und eine Prämie in Höhe von 300.000 DM.